# Parafia Matki Bożej Nieustającej Pomocy w Niedomicach
Parafia Matki Bożej Nieustającej Pomocy w Niedomicach – parafia rzymskokatolicka, znajdująca się w diecezji tarnowskiej, w dekanacie Żabno.

## Historia
Parafia początkowo należała do parafii w Jurkowie. Początkowo miejscem, w którym odbywały się nabożeństwa w Niedomicach była przydrożna kapliczka Wniebowzięcia NMP. 18 lipca 1938 r. kuria diecezjalna poleciła aby odprawiać w Niedomicach Msze św. z kazaniem w niedziele i święta. Powstał jednak problem nowego miejsca dla celów liturgicznych. Początkowo Msze odbywały się w szkole, następnie w remizie OSP. Zostało też wydane zalecenie o budowie kaplicy a następnie kościoła. W 1954 erygowano rektorat przynależny do parafii w Jurkowie. W 1957 przystąpiono do budowy kaplicy, 6 października 1957 r. została odprawiona pierwsza Msza św. w niewykończonej jeszcze kaplicy. 31 maja 1962 r. odbyła się pierwsza wizytacja kanoniczna kaplicy. Przeprowadził ją bp Karol Pękala, który dokonał poświęcenia obrazu Matki Bożej Nieustającej Pomocy, która została wybrana na patronkę kaplicy niedomickiej. 24 czerwca 1962 r. odbył się pierwszy odpust parafialny. 3 kwietnia 1974 r., uzyskano pozwolenie na budowę nowego kościoła, a 15 maja 1975 rozpoczęto pracę budowlane. 9 października 1977 Najśw. Sakrament został przeniesiony do tzw. dolnego kościoła i odbyła się pierwsza Msza św.
Dekretem z dnia 4 marca 1978 r. bp tarnowski Jerzy Ablewicz erygował nową parafię pw. Matki Bożej Nieustającej Pomocy w Niedomicach, a pierwszym jej proboszczem został ówczesny rektor kaplicy ks. Marian Grzanka. 
23 września 1979 r. bp ordynariusz Jerzy Ablewicz poświęcił kościół parafialny pw. Matki Bożej Nieustającej Pomocy. 2 stycznia 2003 r. w święto Chrztu Pańskiego, bp Wiktor Skworc ordynariusz tarnowski dokonał konsekracji kościoła parafialnego.

## Proboszczowie[2]
- ks. Marian Grzanka, 1978–1991
- ks. Jan Toboła, 1991–2015
- ks. Jan Mikulski, 2015–2025
- ks. Piotr Jaworski, 2025 – obecnie[3]